# Ri Chun-hee
Ri Chun-hee (nascida em 8 de julho de 1943)  foi âncora para radiodifusão norte-coreana Agência Central de Notícias da Coreia (ACNA), até se aposentar. Ela é conhecida por sua característica emocional. Ri fez o anúncio oficial da morte de Kim Il-sung, em 1994 e da morte de Kim Jong-il, em 2011. Em um relatório de notícia em 24 de janeiro de 2012, Ri anunciou sua aposentadoria como âncora da ACNA. Apesar disso, ela continuava a anunciar na TV estatal norte-coreana, sempre com um tom de voz triunfal, as realizações do regime de Pyongyang, em especial os testes nucleares.
Em 2018 foi definitivamente afastada de suas funções, como parte do processo de modernização da televisão estatal norte-coreana. Não obstante, em março de 2022 Ri Chun-hee voltou ao ar para anunciar o teste do míssil Hwasong-17, o maior e mais potente ICBM norte-coreano.
Em abril de 2022 o lider da Coreia do Norte Kim Jong-Un presenteou Ri Chun-hee com uma luxuosa residência.

## Início de vida
Ri nasceu em 1943 em uma família pobre em Tongchon, Gangwon, Coreia.